# John Stuart Mill
Pour les articles homonymes, voir John Stuart, Stuart et Mill.
John Stuart Mill, né le 20 mai 1806 à Londres et mort le 8 mai 1873 à Avignon, est un philosophe, logicien et économiste britannique. Penseur libéral parmi les plus influents du XIXe siècle, il est un partisan de l'utilitarisme, une théorie éthique préalablement exposée par Jeremy Bentham, dont Mill propose sa compréhension personnelle.
En économie, il est l'un des derniers représentants de l'école classique. Précurseur du féminisme, Mill propose en outre un système de logique qui opère la transition entre l'empirisme du XVIIIe siècle et la logique contemporaine. Il est enfin l'auteur du premier grand traité sur la démocratie représentative, Considérations sur le gouvernement représentatif (1861). À la fin de sa vie, John Stuart Mill exprime plus d'intérêt pour les théories socialistes.

## Biographie
Fils aîné de James Mill, il naît le 20 mai 1806 dans la maison parentale à Pentonville, Londres. Il est instruit par son père, sur les conseils et avec l'assistance de Jeremy Bentham et David Ricardo. Il reçoit une éducation extrêmement rigoureuse, délibérément mis à l'écart des enfants de son âge. Son père, adepte de Bentham et défenseur de l'associationnisme, a pour but avoué de faire de lui un génie qui pourrait poursuivre la cause de l'utilitarisme et de ses applications après sa mort et celle de Bentham.
Il est d'une intelligence et d'une culture exceptionnellement précoces ; son père lui apprend à l'âge de 3 ans l'alphabet grec et une longue liste de mots grecs avec leurs équivalents en anglais. À 8 ans, il lit les fables d'Ésope, l'Anabase de Xénophon, tout Hérodote, il est à l'aise avec Lucien de Samosate, Diogène, Isocrate et connaît six dialogues de Platon. Il lit également une grande quantité d'ouvrages sur l'histoire.
Toujours à l'âge de 8 ans, Mill commence le latin, étudie Euclide, l'algèbre et se charge de l'éducation des plus jeunes enfants de la famille. Ses principales lectures concernent l'histoire, mais il lit tous les auteurs latins et grecs communément étudiés dans les collèges et les universités de l'époque. Il n'a pas à composer en latin ou en grec et n'a jamais été scolarisé ; à 10 ans, il lit Platon et Démosthène aisément. L'ouvrage de son père, Histoire des Indes, est publié en 1818. Vers 12 ans, Mill entame l'étude de la logique scolastique, tout en parcourant les traités de logique d'Aristote dans le texte. Les années suivantes, son père l'introduit à l'économie politique par l'étude d'Adam Smith et de David Ricardo et, finalement, complète sa vision économique avec l'étude des facteurs de production.

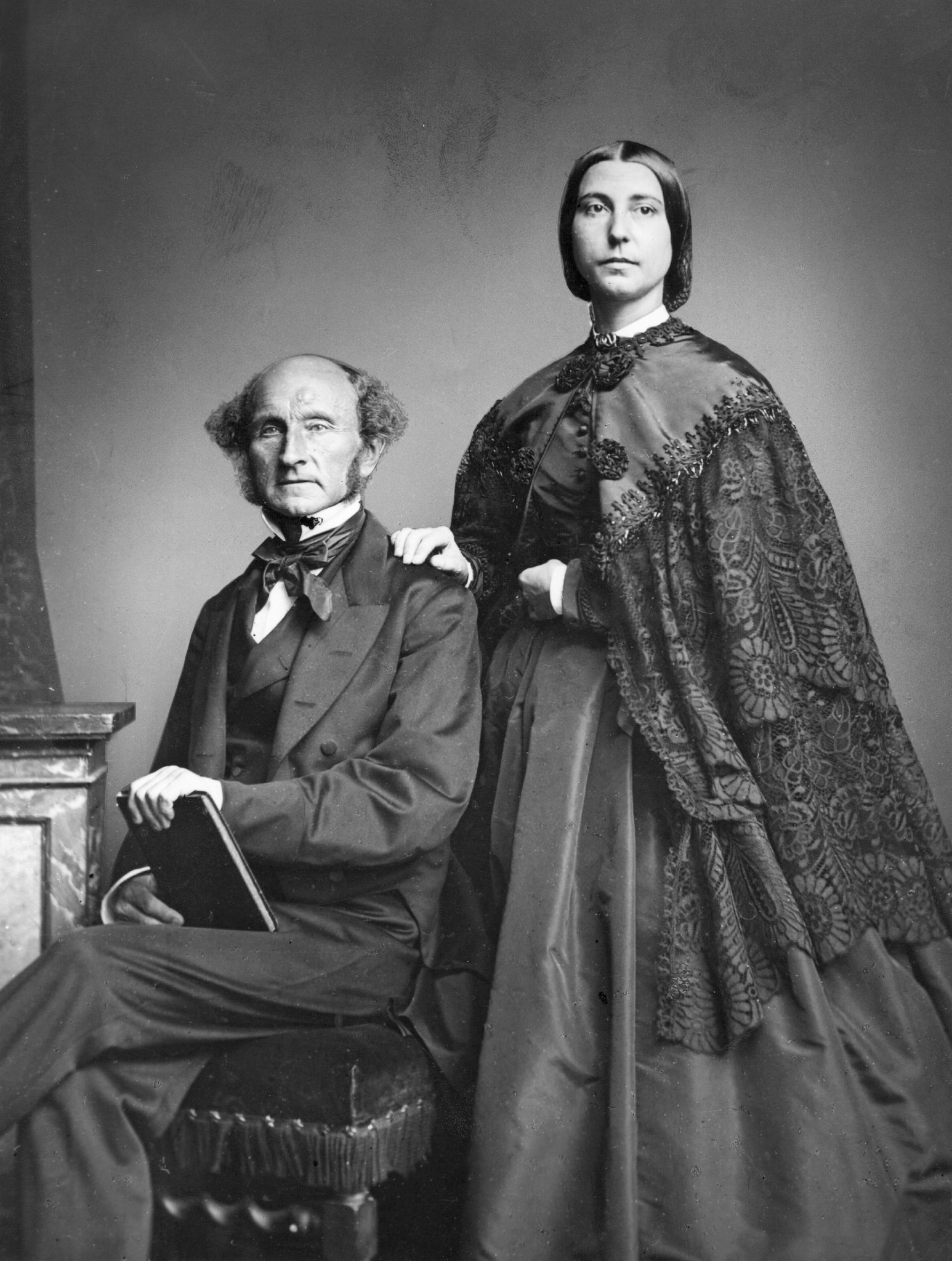
John Stuart Mill et sa belle-fille Helen Taylor.

À 20 ans, Mill est victime d'une dépression, liée probablement au surmenage. Cet épisode de sa vie l'amène à reconsidérer l'utilitarisme de Bentham et de son père : il en vient à penser que l'éducation utilitariste qu'il a reçue, si elle a fait de lui une exceptionnelle « machine à penser », l'a dans le même mouvement coupé de son moi profond et a presque tari en lui toute forme de sensibilité. Dès lors, il tente de concilier la rigueur scientifique et logique avec l'expression des émotions. Ce sont les œuvres du poète Wordsworth qui, dans un premier temps, l'aident à développer une « culture des sentiments », à faire (re)surgir en lui la vitalité du cœur, et l'amènent à se rapprocher de la pensée romantique.
Il rencontre Harriet Taylor lors d'un dîner auquel l'invite le pasteur William Johnson Fox (en), rédacteur en chef du Monthly Repository, un journal engagé et féministe. Les enfants d'Harriet et de John Taylor, son mari de l'époque, l'adorent, et lui se prend d'adoration pour la maîtresse de maison. Une amitié fondée sur des vues communes concernant la société, l'éducation, la politique et surtout les droits des femmes naît immédiatement. La passion vient juste après. Les amants se voient presque quotidiennement, le mari fermant les yeux sur leur conduite. La tolérance de Taylor atteint toutefois ses limites en 1833 et Harriet s'installe à Walton-on-Thames avec sa fille Helen Taylor, tandis que leurs deux fils demeurent avec leur père. Celui-ci reste au domicile sur Regent Street et John Stuart Mill chez ses parents. John Stuart Mill et Harriet échangent des lettres et des essais sur de nombreux sujets. Les textes qui sont parvenus jusqu'à nous montrent qu'elle a des idées plus radicales que lui. Elle est attirée par le socialisme et critique les effets dégradants de la dépendance des femmes aux hommes.
Le mari d'Harriet Taylor Mill meurt, et cette dernière se remarie en 1851 avec John Stuart Mill. Ils vivent d'abord dans le sud-est de Londres, avec Helen, qui s'occupe de sa mère, et un autre de ses enfants, Algernon (« Haji »), mais très vite, ils s'installent dans le sud de la France en raison de la santé précaire d'Harriet ; celle-ci meurt d'une hémorragie pulmonaire à Avignon le 3 novembre 1858. John est très affecté par la mort de son épouse et il reste dès lors en France, avec Helen, et s'installe dans une petite maison d'où il peut voir le cimetière Saint-Véran d'Avignon.
John Stuart Mill attribue une importance majeure aux pensées de son épouse et de sa belle-fille Helen. Il indique, dans l'un de ses ouvrages[Lequel ?], que « ceux-ci ne sont pas le travail d'un esprit, mais de trois ». Notamment, il décrit son essai De la liberté comme issu de la « conjonction » de l'esprit de sa femme et du sien, et souligne dans des pages de ses Mémoires que son amour se double d'une forte complicité intellectuelle :

« Lorsque deux personnes partagent complètement leurs pensées et leurs spéculations, lorsqu'elles discutent entre elles, dans la vie de tous les jours, de tous les sujets qui ont un intérêt moral ou intellectuel, et qu'elles les explorent à une plus grande profondeur que celle que sondent d'habitude et par facilité les écrits destinés aux lecteurs moyens ; lorsqu'elles partent des mêmes principes, et arrivent à leurs conclusions par des voies suivies en commun, il est de peu d'intérêt, du point de vue de la question de l'originalité, de savoir lequel des deux tient la plume. Celui qui contribue le moins à la composition peut contribuer davantage à la pensée ; les écrits qui en sont le résultat sont le produit des deux pris ensemble, et il doit souvent être impossible de démêler la part qu'ils y ont chacun, respectivement, et d'affirmer laquelle appartient à l'un, et laquelle, à l'autre. Ainsi, au sens large, non seulement durant nos années de vie maritale, mais encore durant les nombreuses années de complicité qui les précédèrent, toutes mes publications furent tout autant les œuvres de ma femme que les miennes… »

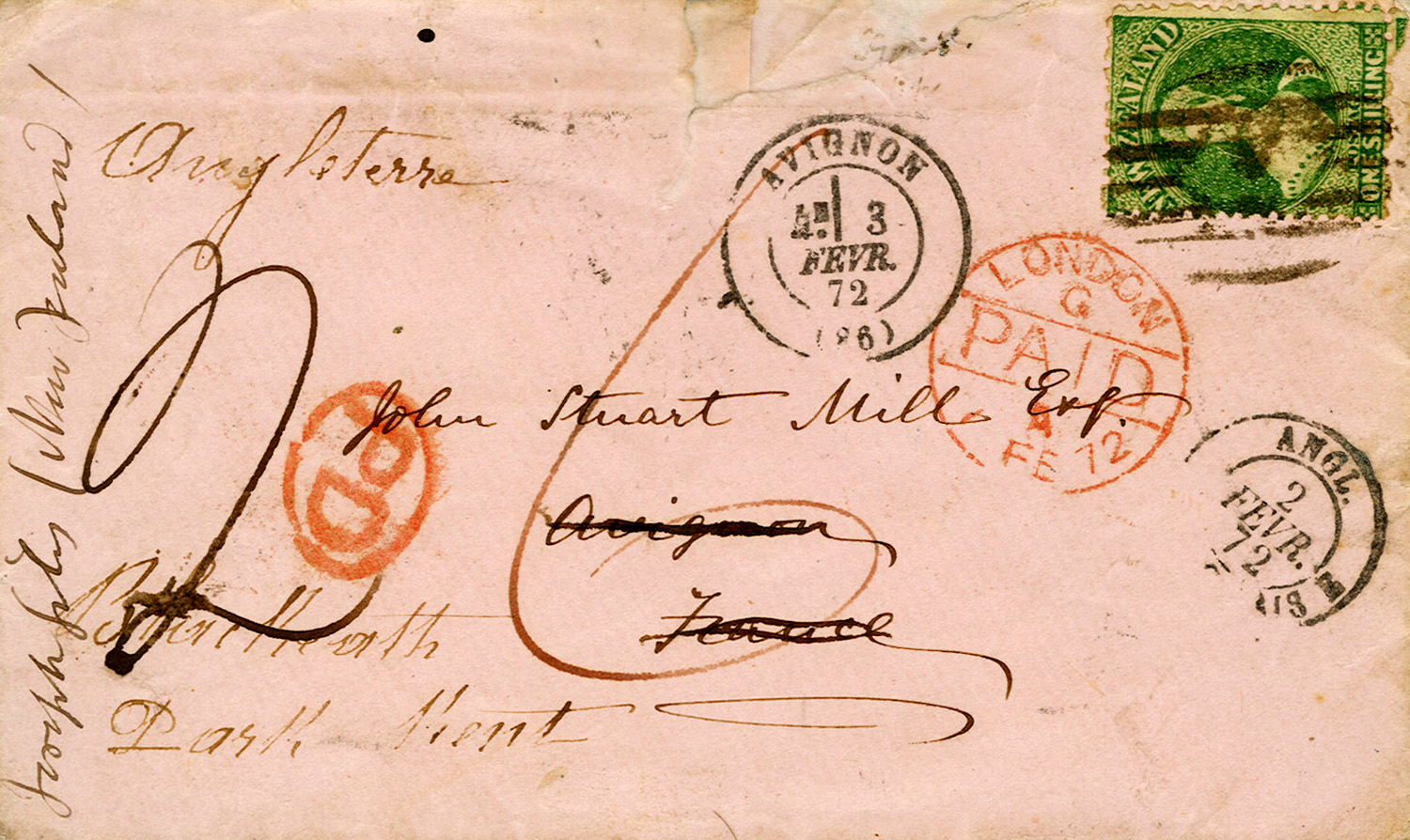
Lettre adressée à John Stuart Mill de Nouvelle-Zélande et passée à Avignon en transit le 3 février 1872.

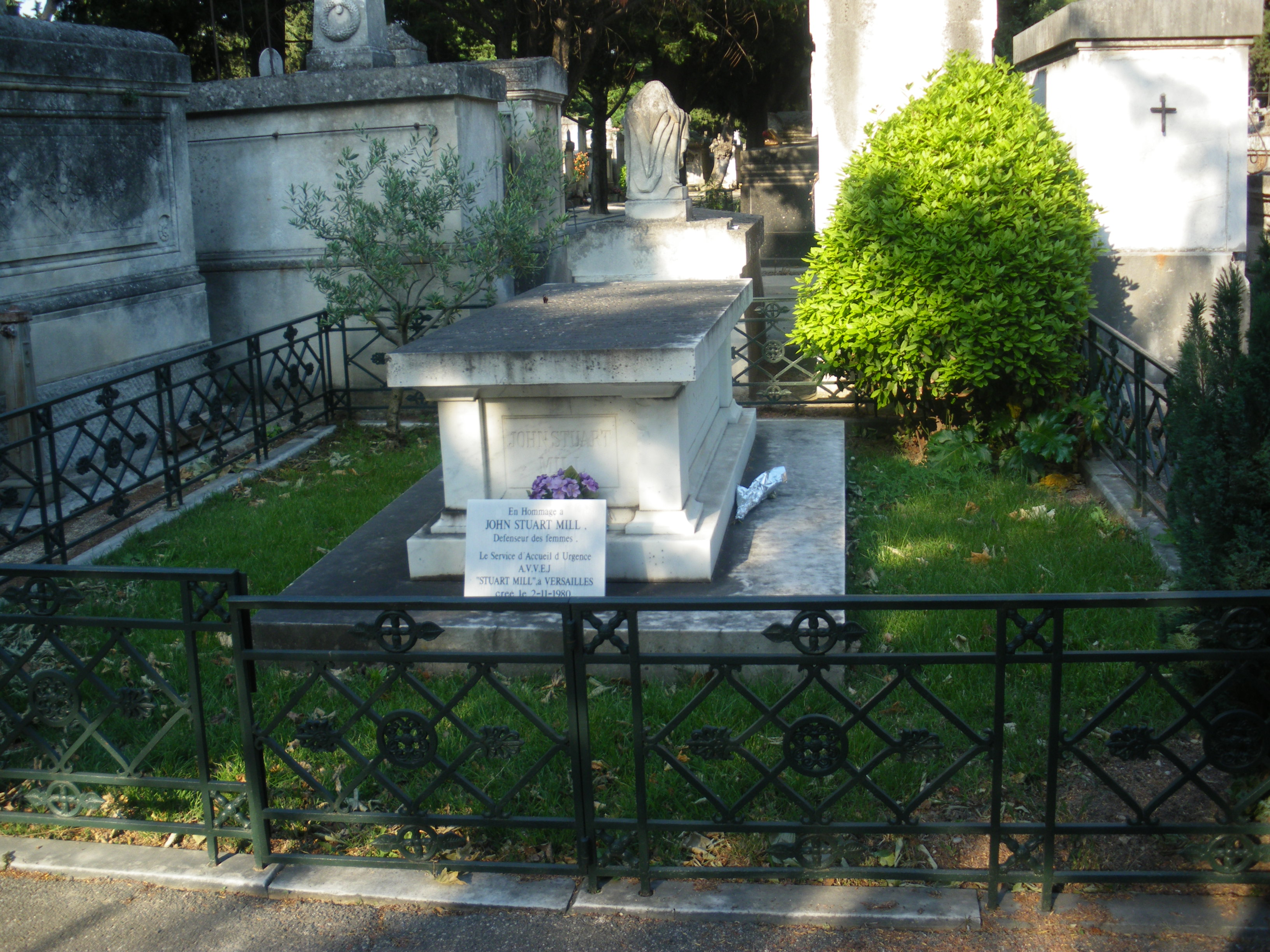
Tombe de John Stuart Mill au cimetière Saint-Véran d'Avignon.

Il meurt le 7 mai 1873 et est inhumé au cimetière Saint-Véran d'Avignon,.

## Philosophie

### Paradoxe de l'induction et pensée économique
En 1843 est publié Système de logique déductive et inductive. Cet ouvrage n'est pas, malgré son titre, une répétition de la logique d'Aristote, ni un manuel supplémentaire pour une discipline codifiée. En réalité, le système est l'expression d'une philosophie nouvelle, chaînon indispensable qui relie David Hume à Bertrand Russell. Le système de logique offre sans doute un récapitulatif de tout ce qu'il faut entendre sous le terme de logique, mais il propose aussi une nouvelle théorie des sophismes, des noms propres, de la référence, et surtout de l'induction. Le lecteur trouve chez Mill des propositions de réponses au paradoxe de l'induction mis en évidence par Hume, comme il y lit la critique, devenue classique, de la déduction comme raisonnement circulaire, et condamné par nature à ne pouvoir remettre en cause, donc ne pas dépasser, ses axiomes et prémisses. Enfin, le système de logique de Mill met en place une théorie générale des sciences humaines et de leurs méthodes propres, à l'image de son contemporain Karl Marx.
Dans Principes d'économie politique (en) en 1848, Mill développe ses idées sur les droits sociaux et les libertés des travailleurs. Il définit les bornes du progrès des sociétés industrielles, notamment par la baisse tendancielle du taux des profits. Il constate que les mobiles d’agressivité et de gain ne sont utilisés que, faute de mieux, pour accroître les richesses matérielles ; leur déchaînement, accompagné d’une lourde apathie, dégrade les hommes et leur ravit le loisir et la solitude[pas clair]. Les progrès économiques ne sont pas parvenus à engendrer les grands changements qui feraient, comme il conviendrait, des inventions mécaniques la propriété commune du genre humain. Aussi, la société en vue du mieux-être de tous ses membres, peut-elle être réorientée et remodelée sans peur, même si elle doit pour cela perdre un peu de ses dynamismes matériels et manifestes. L’épanouissement de tout individu est desservi par les ruées des êtres vils sur une nature humiliée. L'humanité devrait choisir un état stationnaire de son développement avant que la nécessité ne l'y contraigne (à travers la surexploitation des ressources).
Pour Robert Heilbroner, auteur de Les Grands Économistes, Mill est à l'origine du « plus grand « Mais » de l’histoire de la pensée économique ». En effet, Mill pose que la science économique s’applique à la production de biens et de services et permet d’utiliser au mieux les ressources, mais elle ne s’applique pas au champ de la répartition : c’est à la société de choisir le mode de répartition des richesses créées, ce qui laisse le champ libre à la politique, au rôle de l'État, à des choix de société, etc. Il développe une critique de la croissance économique, qu'il considère comme positive, mais nécessairement finie dans un monde fini. Selon lui, la redistribution des richesses prime sur la croissance : une croissance qui ne profite qu'aux riches, ou aux plus riches, n'a pour lui aucun sens. Il estime qu’il faut dissocier le progrès humain de la croissance économique, empêcher le développement illimité de l’agriculture et diminuer le temps de travail dans l’industrie (idée reprise par John Maynard Keynes).

### John Stuart Mill et la théorie de l'avantage comparatif
La théorie de l'avantage comparatif est établie pour la première fois par l’économiste britannique David Ricardo en 1817 dans Des principes de l'économie politique et de l'impôt. Mill en fait un élément central de la théorie classique et la diffuse, notamment dans ses Principes d’économie politique :

« Pour rendre l’importation d’un produit plus avantageuse que sa production, il n’est pas nécessaire que le pays étranger soit capable de le produire avec moins de travail et de capital que nous. Nous pourrions même avoir un avantage dans sa production : mais si nous disposons de telles circonstances favorables que nous avons déjà un avantage plus grand dans la production d’un autre produit qui est demandé par le pays étranger, nous pourrions être en mesure d’obtenir un rendement plus important de notre travail et de notre capital en les employant non pas dans la production de l’article pour lequel notre avantage est moindre, mais en les consacrant pleinement à la production de celui pour lequel notre avantage est le plus grand et en l’offrant au pays étranger en échange de l’autre. Ce n’est pas une différence dans les coûts absolus de production qui détermine l’échange, mais une différence dans le coût relatif. »

— John Stuart Mill, Principes d'économie politique (en), 1844 (réédition 1967), p. 233.

### Le pouvoir de la société sur la liberté de l'individu

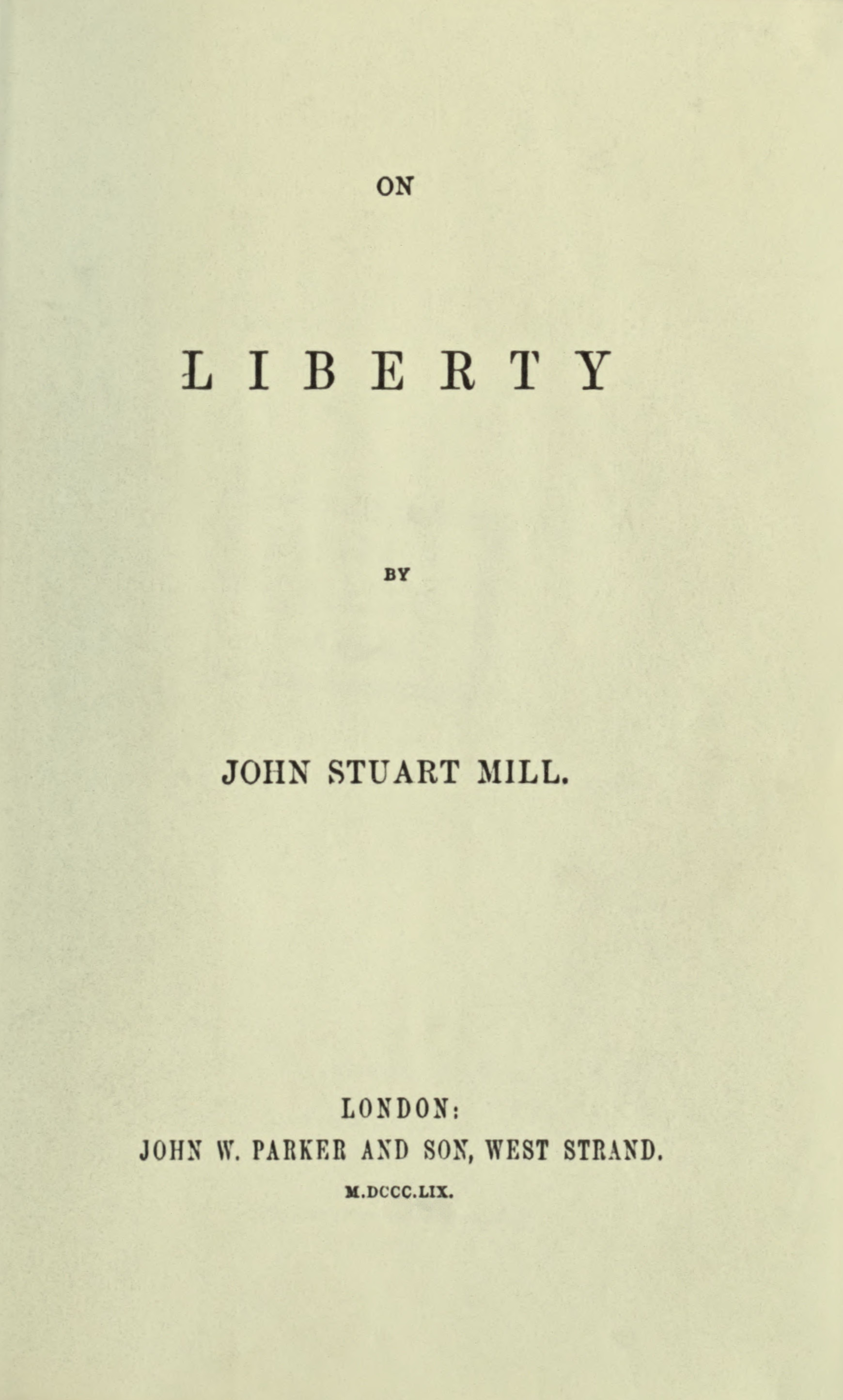
De la liberté (On Liberty), première édition de 1859.

En 1859, Mill rédige De la liberté où il traite de la nature et des limites du pouvoir que la société exerce sur l’individu. Cependant, Mill énonce clairement que son souci de liberté ne s’étend pas à tous les individus et à toutes les sociétés. Il déclare que « le despotisme est un mode de gouvernance légitime avec les barbares ». Mill défend l'idée d'empêcher les individus de se causer des blessures sérieuses sur eux-mêmes ou sur leurs propriétés en vertu du principe de non-nuisance. Étant donné que personne ne vit dans un état d’isolement total, les blessures faites à soi-même peuvent aussi nuire à autrui. Saccager ou détruire ses propriétés cause du tort à soi-même autant qu’à la communauté. Mill exclut de ce principe ceux qui sont incapables d’autonomie, comme les enfants, les personnes jugées malades mentales ou les individus vivant dans les strates les plus reculées de la société. Par exemple, Mill énonce explicitement que « nuire » peut inclure les actes d’omission (ne pas secourir un enfant de la noyade, ne pas payer ses impôts, ne pas se présenter comme témoin lors d’un procès, etc.) autant que les actes de commission. Par conséquent, ces omissions pourraient être contrôlées. En revanche, Mill considère qu'il n'y a pas nuisance à autrui si — sans utiliser la force ou la fraude — l’individu concerné consent à assumer les risques. Ainsi, une personne peut offrir des emplois dangereux à autrui, tant qu’il n’y a pas tromperie. Mill reconnaît néanmoins une limite à ce consentement : la communauté doit empêcher toute personne de se vendre comme esclave.
Les arguments avancés dans De la liberté seraient liés aux principe d’utilité et ne seraient pas des droits naturels. La définition des actions, omissions ou commissions qui peuvent être considérées comme nuisibles et doivent donc être sujettes à contrôle continue à être débattue parmi les spécialistes de Mill[réf. nécessaire]. Ce dernier ne considère pas que le fait d'offenser serait une nuisance ; une action ne devrait pas être restreinte du fait qu’elle viole les conventions ou les mœurs d’une société donnée.
De la liberté comprend une défense passionnée de la liberté d’expression. Mill affirme que la liberté de discourir est une condition nécessaire pour tout progrès social ou intellectuel. Il soutient aussi que laisser les gens propager des avis erronés est productif pour deux raisons : d’une part, il est plus probable que les individus abandonnent des opinions erronées s’ils sont engagés dans des débats d’idées ouverts, et d'autre part, en forçant les autres individus à réexaminer et réaffirmer leurs convictions dans le processus du débat, cela prévient de transformer ces idées en un simple dogme. Il n'est pas suffisant, selon Mill, qu'une idée non vérifiée s’avère vraie ; chacun doit comprendre pourquoi cette idée est la bonne. Dans le même passage, Mill écrit : « des vitupérations [protestations] démesurées, utilisées pour défendre la doxa, dissuadent les gens d’exprimer des opinions contraires, et d’écouter ceux qui les expriment ».

### Positionnement contre l'asservissement féminin
Dans son essai De l'assujettissement des femmes (ou De l'asservissement des femmes) en 1869, Mill défend la cause de l'émancipation des femmes et demande qu'elles bénéficient elles aussi du suffrage. Il use d'une méthode qui s'attache à expliciter les causes de la domination des hommes sur les femmes : selon Mill, les « dominées » auraient incorporé la domination. Il réfute l'idée selon laquelle il existerait une « essence féminine ».

### Socialisme
(avril 2021).
Dans son essai posthume Sur le socialisme, John Stuart Mill affirme que la pensée socialiste constitue un cadre de pensée en mesure de pallier les difficultés et inégalités produites structurellement par la logique libérale de marché. Il explique dans son essai que la garantie des libertés individuelles doit rester la valeur cardinale guidant l'action publique mais que l'introduction de mesures socialistes permet de renforcer ces libertés :

« J'ai la certitude aussi que les fondements intellectuels et éthiques du socialisme méritent l'examen le plus attentif, dans la mesure où ils offrent dans bien des cas les principes directeurs des progrès dont nous avons besoin pour donner à notre système économique actuel ses meilleures chances de succès. »

Il fonde son analyse sur le fait que le système libéral, même s'il a permis un élèvement du niveau de vie, n'est pas satisfaisant pour toutes les classes de la société qui en tirent un bénéfice très inégal. Il évoque par exemple les classes ouvrières, et insiste sur la nécessité de questionner la notion de justice, viser le « bien général de la communauté » (autrement dit le bien commun) et ne pas se satisfaire des progrès déjà acquis.
John Stuart Mill ouvre d'ailleurs dans son essai la question d'une éventuelle remise en question de la propriété (toutefois très conditionnelle, John Stuart Mill reconnaissant l’intérêt social de celle-ci) :

« La finalité devrait être de définir quelles formes de propriété sont à même d'être mises sur pied par un législateur libre de tout préjugé, d'une impartialité absolue entre les propriétaires et les non-possédants; et ensuite de les défendre et de les justifier en présentant des arguments aptes à influencer un tel législateur, et non déformés de manière à sauvegarder le statu quo. Les droits ou privilèges tenant à la propriété qui ne résisteront pas à cet examen devront, tôt ou tard, être abolis. »

À bien des égards, John Stuart Mill prend dans cet ouvrage la défense d'un système économique mixte qui inspira certains hommes politiques socialistes comme Keir Hardie, l'un des fondateurs du parti travailliste britannique, qui cite de nombreuses fois Mill et se sert de la définition du socialisme de ce dernier comme base de sa réflexion dans son ouvrage De la Servitude au Socialisme. Ainsi, John Stuart Mill peut apparaître comme un père fondateur du social-libéralisme.
Dans le chapitre 3 des Considérations sur le gouvernement représentatif John Stuart Mill va jusqu'à considérer que la forme la plus aboutie de gouvernement est celle d'un gouvernement populaire. Il ajoutera ensuite qu'au moment où les humains seraient capables de sortir d'un égoïsme délétère (ce qu'il considère comme une prémisse déjà actée dans une certaine mesure), alors le communisme sera la meilleure forme de gouvernement car il laissera au peuple la possibilité de gérer ses propres affaires.

## Influence sur les auteurs français

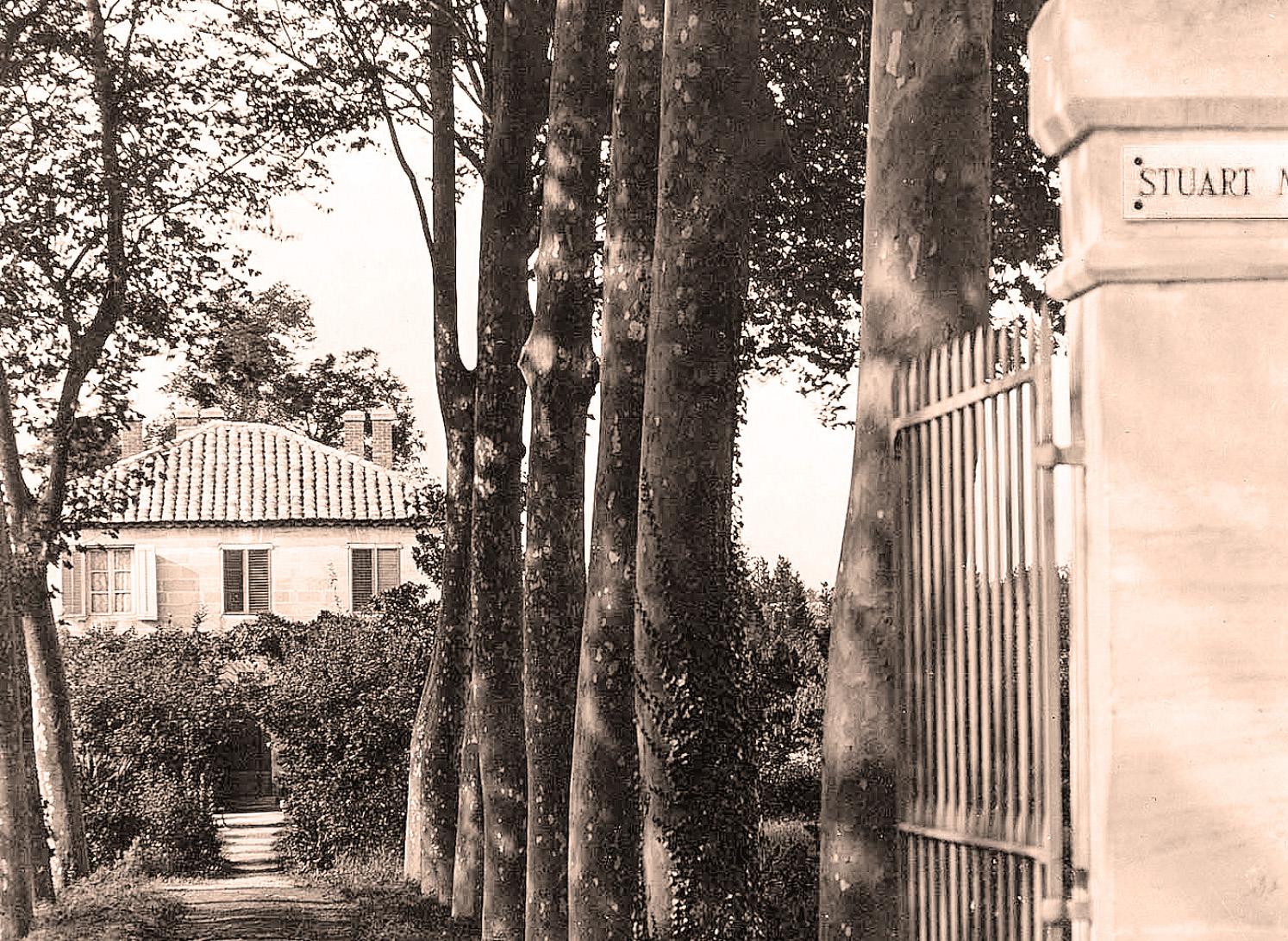
Maison de John Stuart Mill, à Avignon, aujourd'hui détruite.

Outre De la liberté, ses Considérations sur le gouvernement représentatif, qui reprennent notamment le système de représentation proportionnelle inventé par Thomas Hare afin d'assurer une représentation des minorités dans le cadre du suffrage universel, influencent plusieurs auteurs français, dont le républicain-socialiste Louis Blanc, l'orléaniste Lucien-Anatole Prévost-Paradol, Joseph Guadet (De la Représentation nationale en France, 1863), Alfred Le Chartier de Sedouy (Réforme du suffrage universel, 1863) ou Hippolyte Passy (« Rapport sur un ouvrage de M. Stuart Mill, intitulé : Du Gouvernement représentatif », Séances et Travaux de l’Académie des sciences morales et politiques, 1862) ; plusieurs articles de La Revue des deux Mondes, écrits par le duc d'Ayen ou Alfred Jacobs, rendent compte également de cet ouvrage. Sa défense du droit de vote des femmes, qui donne lieu à un discours notable lors de la campagne pour le Reform Act de 1867, ainsi qu'à un ouvrage spécifique, connaît moins de succès. Gustave Belot traduit son ouvrage La psychologie et les sciences morales - Sixième chapitre du système de logique (1843). Le jeune Clemenceau, enfin, traduit son livre Auguste Comte et le positivisme en échange de la publication de sa thèse de médecine.

## Œuvre majeure

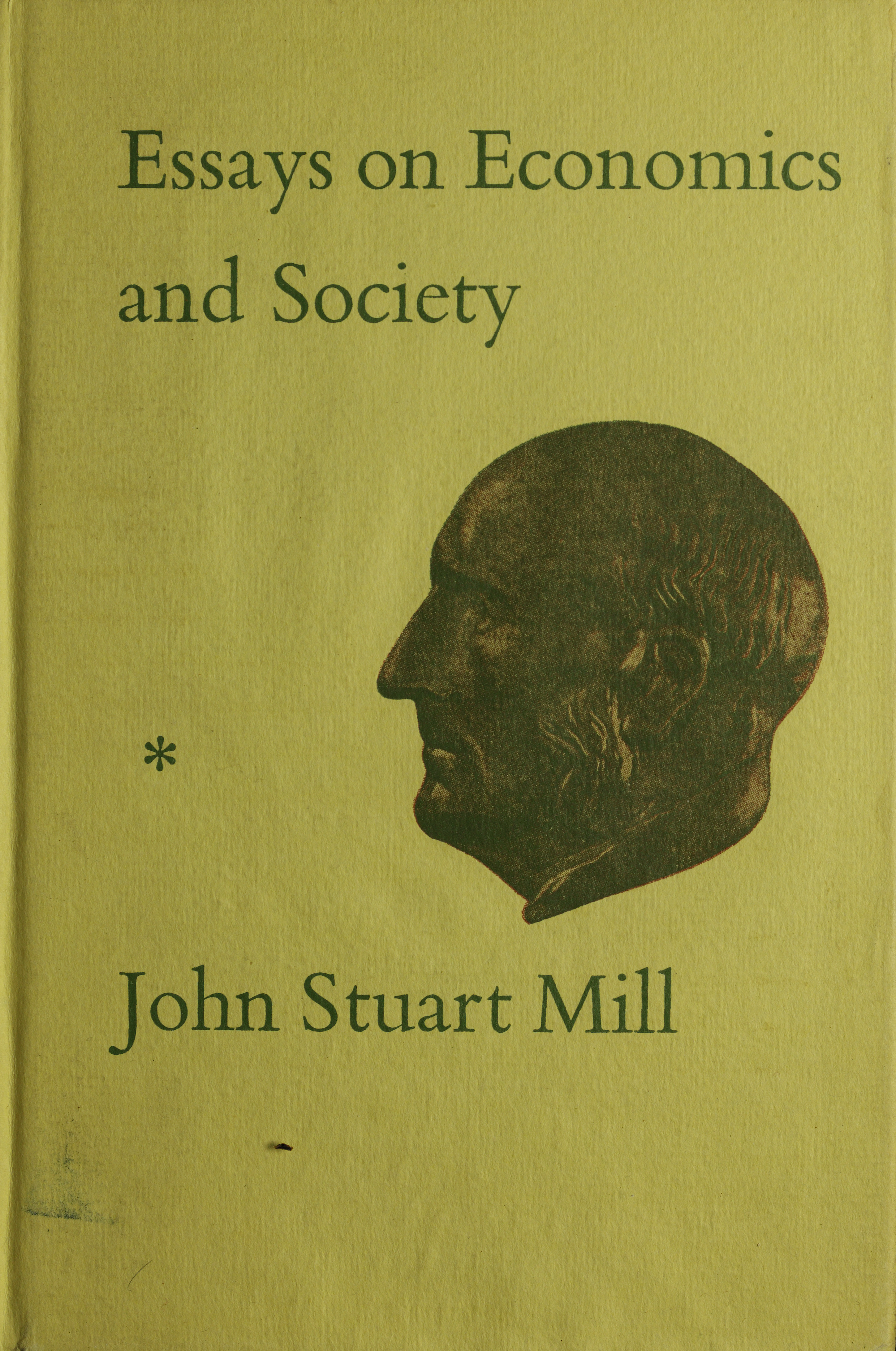
Essays on economics and society, 1967.

- 1843 : Système de logique déductive et inductive, trad. Louis Peisse, 1866[Pr 10]
- 1844 : Essays on Some Unsettled Questions of Political Economy
- 1848 : Principles of Political Economy (en)
- 1859 : De la liberté (titre en anglais : On Liberty)
- 1859 : Quelques mots sur la non-intervention, essai de politique étrangère
- 1861 : Considérations sur le gouvernement représentatif (Considerations on Representative Government), essai sur le "moralité constitutionnelle"[Pr 11]
- 1861 : L'utilitarisme (Utilitarianism)
- 1865 : An Examination of Sir William Hamilton's Philosophy and of the Principal Philosophical Questions Discussed in his Writings - La philosophie de Hamilton, trad. E. Cazelles, 1869[Pr 12].
- 1865 : Auguste Comte et le positivisme [lire en ligne]
- 1867 : Sur l'université. Le discours de St Andrews, Presses de l'Université Laval, Québec, 2017. Traduction anonyme revue, complétée et présentée par Normand Baillargeon, Antoine Beaugrand-Champagne et Camille Santerre Baillargeon.
- 1869 : The subjection of women - De l’assujettissement des femmes trad. E. Cazelles, 1869[Pr 13].
- 1873 : Autobiographie - Mes mémoires : histoire de ma vie et de mes idées, trad. E.Cazelles, 1874[Pr 14].
- 1874 : Three Essays on Religion - Essais sur la religion, trad. E. Cazelles, 1875.

## Correspondance
- Correspondance inédite avec Gustave d'Eichthal (1828-1842)-(1864-1871), traduit de l'anglais par Eugène d'Eichthal, Paris, Félix Alcan, coll. « Bibliothèque de philosophie contemporaine », 1898.
- Lettres inédites de John Stuart Mill à Auguste Comte : publiées avec les réponses de Comte et une introduction, traduit de l'anglais par Lucien Lévy-Bruhl, Paris, Félix Alcan, coll. « Bibliothèque de philosophie contemporaine », 1899.

### Sources primaires
1. ↑  cf. Mill, Mes Mémoires. Histoire de ma vie et de mes idées, VII ; cf. aussi Mill, Sur la liberté, « Dédicace de l'auteur ».
2. ↑  Principes d'économie politique, livre IV, chap. 6 [lire en ligne].
3. ↑  John Stuart Mill, De l'asservissement des femmes (lire en ligne [PDF]).
4. ↑  John Stuart Mill et Impr. La Manufacture) (trad. de l'anglais), Sur le socialisme, Paris, Les Belles Lettres, 2016, 152 p. (ISBN 978-2-251-39061-1 et 2-251-39061-8, OCLC 946033926), p. 101.
5. ↑  John Stuart Mill et Impr. La Manufacture) (trad. de l'anglais), Sur le socialisme, Paris, Les Belles Lettres, 2016, 152 p. (ISBN 978-2-251-39061-1 et 2-251-39061-8, OCLC 946033926), p. 36-37.
6. ↑  John Stuart Mill et Impr. La Manufacture) (trad. de l'anglais), Sur le socialisme, Paris, Les Belles Lettres, 2016, 152 p. (ISBN 978-2-251-39061-1 et 2-251-39061-8, OCLC 946033926), p. 37.
7. ↑  John Stuart Mill (trad. de l'anglais), Considérations sur le gouvernement représentatif, Paris, Éditions Gallimard, 2009, 311 p. (ISBN 978-2-07-073543-3 et 2-07-073543-5, OCLC 610945312).
8. ↑  John Stuart Mill (trad. de l'anglais par Gustave Belot), La psychologie et les sciences morales : sixième chapitre du système de logique, Paris, L'Harmattan, coll. « Encyclopédie psychologique », 1843, 218 p. (ISBN 2-296-00656-6, BNF 40170488, lire en ligne).
9. ↑  John Stuart Mill,Georges Clemenceau (trad.), Auguste Comte et le positivisme, [lire en ligne].
10. ↑  [lire en ligne]
11. ↑  See (it) Giampiero Buonomo, Libero mandato e “compravendita” di parlamentari: garanzie e patologia delle immunità, Questione giustizia, 16 febbraio 2017, p. 2/12.
12. ↑  [lire en ligne]
13. ↑  [lire en ligne]
14. ↑  [lire en ligne]